# 7 Sextantis
7 Sextantis är en misstänkt variabel i Sextantens stjärnbild.
7 Sextantis varierar mellan visuell magnitud +5,98 och 6,03 utan någon fastställd periodicitet. Den befinner sig på ett avstånd av ungefär 660 ljusår.